# Detector de captura d'electrons
El  detector de captura d'electrons (ECD, de l'anglès electron capture detector) és un tipus de detector utilitzat en cromatografia de gasos. Va ser inventat per James Lovelock. El seu funcionament bàsic es basa en l'emissió d'una partícula ß (electró) per part d'àtoms com el  63Ni o triti adsorbit sobre una placa de platí o titani.
Típicament, un detector de captura d'electrons conté uns 5 milicuries d'emissor β. Aquest electró ionitza el gas portador i es produeix una ràfega d'electrons. Si s'aplica un camp elèctric constant, mitjançant un parell d'elèctrodes, per exemple, es tindrà un corrent constant entre tots dos, l'ordre d'un nanoampere. No obstant això, si es tenen espècies orgàniques en el gas, aquestes capturaran part dels electrons, disminuint per tant la intensitat del corrent. Normalment és necessari aplicar el potencial en forma d'impulsos per aconseguir una resposta lineal del detector.
Aquest detector és molt selectiu, i és sensible a la presència de molècules amb grups electronegatius com halògens, peròxids, quinones i grups nitro, grups que contenen àtoms d'halogen (clor, brom, iode), oxigen i nitrogen. Altres grups com l'alcohol, les amines i els hidrocarburs no donen senyal.
S'aplica en la detecció de molècules que contenen halògens, principalment clor, com alguns insecticides o bifenils policlorats.
Els principals avantatges del detector de captura d'electrons són la seva simplicitat i robustesa, el seu baix manteniment, que no és destructiu i la seva alta sensibilitat, de l'ordre de 10–12  g/ml de gas portador. Els seus desavantatges són que treballa sota un rang dinàmic lineal de 102 unitats i que cal prendre precaucions en el seu ús a causa de la presència de material radioactiu ( 63Ni o triti); aquest material es troba en un cilindre segellat d'acer i ha de ser revisat periòdicament.